# Cassytha ciliolata
Cassytha ciliolata är en lagerväxtart som beskrevs av Christian Gottfried Daniel Nees von Esenbeck. Cassytha ciliolata ingår i släktet Cassytha och familjen lagerväxter. Inga underarter finns listade i Catalogue of Life.